# منظم الرحلات
منظم الرحلات (tour operator) هو نشاط تجاري يجمع وينظم عادةً أماكن الإقامة والوجبات ومشاهدة المعالم السياحية ومكونات النقل، من أجل إنشاء جولة شاملة. يعلنون ويصدرون كتيبات للترويج لمنتجاتهم والعطلات ومسارات الرحلة. يمكن لمنظمي الرحلات البيع مباشرة للجمهور أو البيع من خلال وكلاء السفر أو كليهما.
المثال الأكثر شيوعًا لمنتج منظم الرحلات السياحية هو رحلة طيران على شركة طيران مستأجرة، بالإضافة إلى النقل من المطار إلى الفندق وخدمات الممثل المحلي، كل ذلك بسعر واحد. قد يتخصص كل منظم رحلات في وجهات معينة، مثل إيطاليا، والأنشطة والتجارب، مثل التزلج، أو مزيج منها.

## عمليات
كان السبب الأصلي لوجود الجولات السياحية هو الصعوبة التي يواجهها الناس العاديون في إجراء الترتيبات في الأماكن النائية، مع مشاكل اللغة والعملة والتواصل. أدى ظهور الإنترنت إلى زيادة سريعة في التنظيم والترتيب الذاتي للعطلات. ومع ذلك، لا يزال منظمو الرحلات يتمتعون بكفاءة في تنظيم جولات لأولئك الذين ليس لديهم الوقت للقيام بأنفسهم بترتيبات العطل، وتتخصص في أحداث واجتماعات المجموعة الكبيرة مثل المؤتمرات أو الندوات. أيضًا، لا يزال منظمو الرحلات يمارسون سلطة التعاقد مع الموردين (شركات الطيران والفنادق والترتيبات اللازمة في الدول الأخرى وشركات الرحلات البحرية وما إلى ذلك) والتأثير على الكيانات الأخرى (مجالس السياحة والسلطات الحكومية الأخرى) من أجل إنشاء حزم ومغادرة جماعية خاصة للوجهات التي قد تكون الزيارة صعبة ومكلفة بخلاف ذلك.

## الاتحادات التجارية
اتحادات منظمي الرحلات السياحية الرئيسية الثلاثة في الولايات المتحدة هي الرابطة الوطنية للرحلات (NTA)، ورابطة منظمي الرحلات السياحية بالولايات المتحدة (USTOA)، وجمعية الحافلات الأمريكية (ABA). في أوروبا، توجد رابطة منظمي الرحلات السياحية الأوروبية (ETOA)، وفي المملكة المتحدة، هناك ABTA - رابطة السفر ورابطة منظمي الرحلات المستقلين (AITO). الرابطة الأساسية لمنظمي الرحلات الداخلية في أمريكا الشمالية المستقبلين هي الرابطة الدولية للسفر الداخلي .